# زیردریایی یو-۱۶۰ (۱۹۴۱)
زیردریایی یو-۱۶۰ (۱۹۴۱) (به انگلیسی: German submarine U-160 (1941)) یک زیردریایی بود که طول آن ۷۶٫۷۶ متر (۲۵۱ فوت ۱۰ اینچ) و ارتفاع آن ۹٫۶ متر (۳۱ فوت ۶ اینچ) بود. این زیردریایی در سال ۱۹۴۱ ساخته شد.